# Kugelmugel

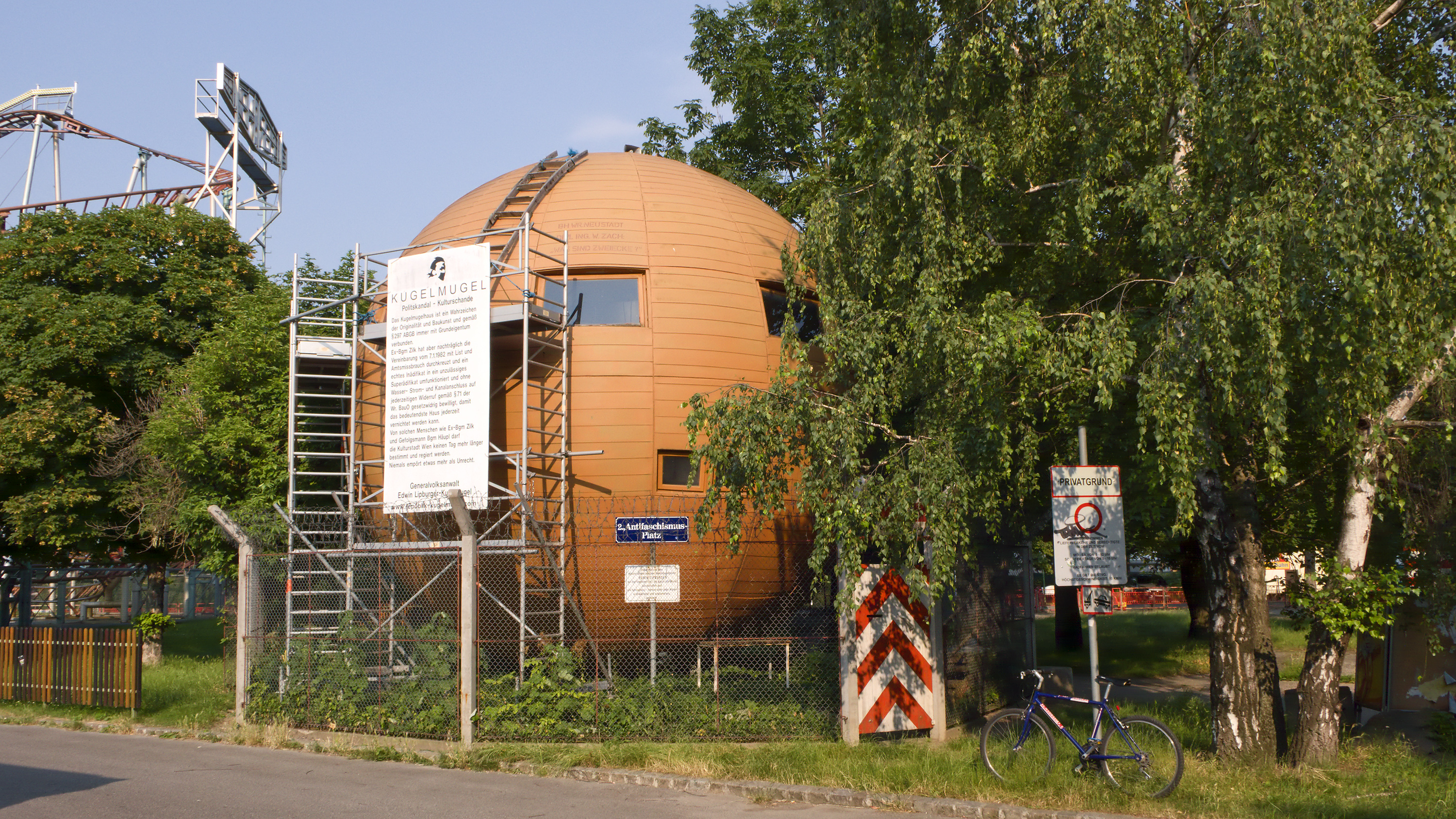
La "Repubblica" di Kugelmugel

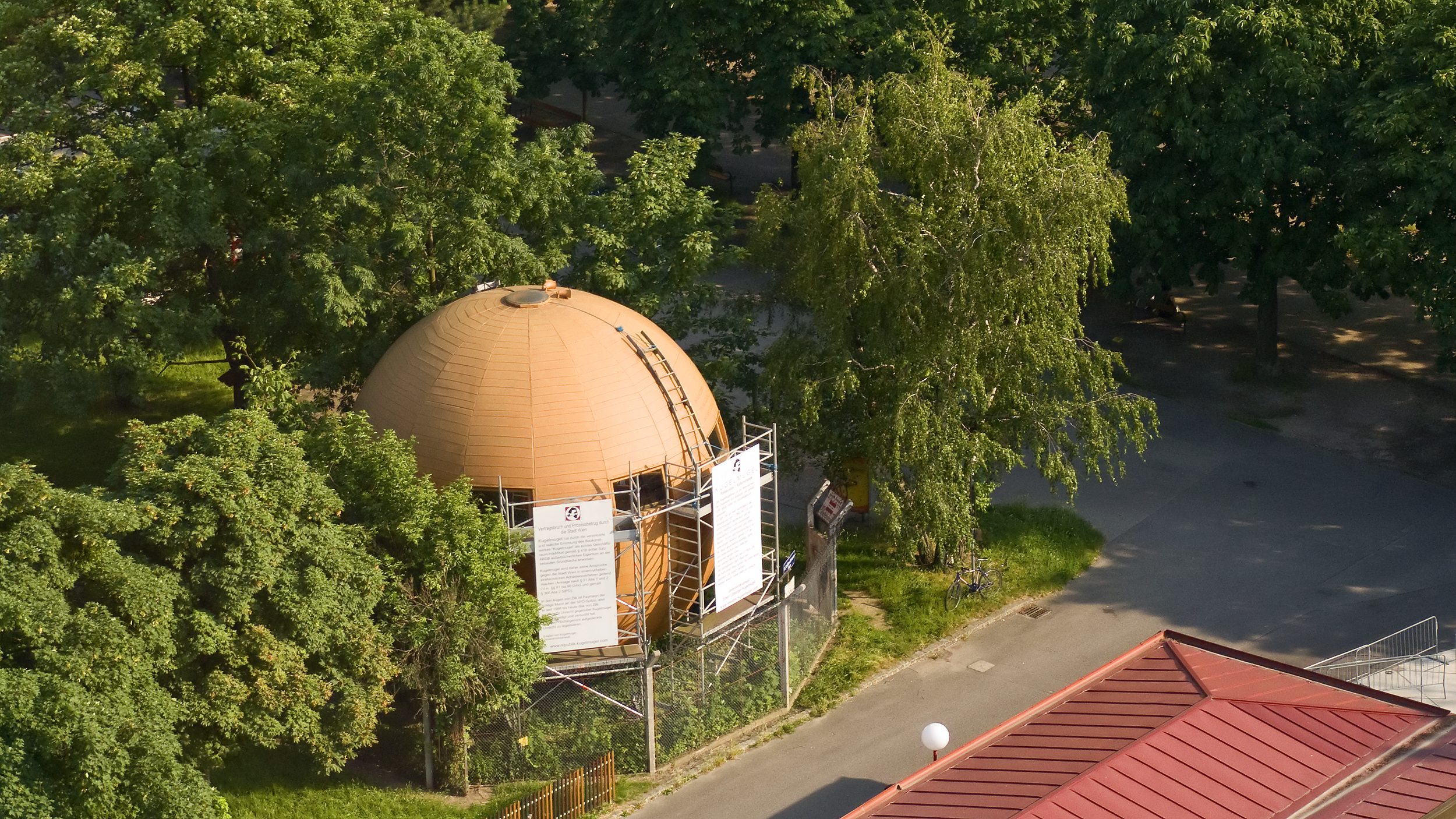
La "Repubblica" di Kugelmugel vista dal cielo

Kugelmugel è una micronazione. Si tratta di una casa a forma di sfera di 8 m di diametro, costruita dall'artista Edwin Lipburger. Sorge all'interno del parco del Prater di Vienna.

## Storia
Nel 1971 Edwin Lipburger costruì una casa-sfera a Katzelsdorf, nei pressi di Wiener Neustadt, in Bassa Austria. Poiché non aveva il permesso di costruzione, gli venne richiesto di giustificare che il suo edificio fosse stabile ed in regola con le leggi ed i regolamenti. Dopo l'intervento delle forze dell'ordine ed un'azione legale da parte della Corte distrettuale di Wiener Neustadt, fu condannato, per usurpazione di potere (aveva stampato francobolli), a dieci settimane di prigione ed a dover ricostruire l'edificio secondo le norme urbanistiche. Solo l'intervento del presidente austriaco impedì che l'artista finisse in galera.
Nel 1976 Lipburger dichiarò l'indipendenza della "Repubblica di Kugelmugel", che non è però riconosciuta da alcuno stato od organismo internazionale. All'inizio del giugno 1982, la casa-sfera venne fatta trasportare, da parte del governo austriaco, al Prater, dietro al Planetarium di Vienna, nella Prater Hauptallee/Vivariumstraße che l'artista ha ribattezzato: Antifaschismusplatz 1 (piazza dell'Antifascismo, 1), che è anche l'unico indirizzo della "repubblica".